# Cerchio (bicicletta)

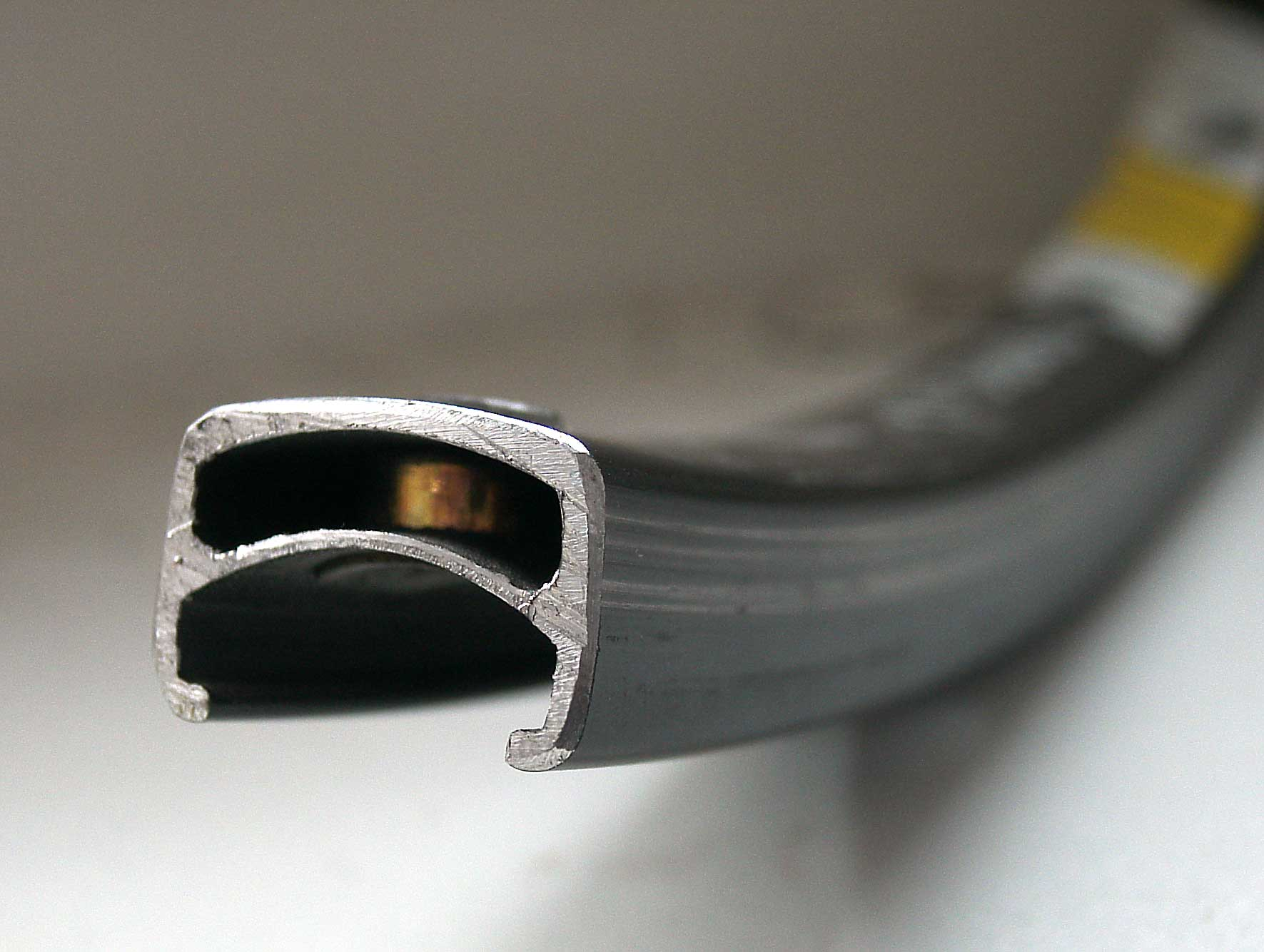
cerchione con sede per i nipple

Il cerchio di una ruota per bicicletta è la parte esterna della ruota stessa, collegato al mozzo mediante i raggi, ed accoglie lo pneumatico e la camera d'aria.

## Descrizione
Il cerchione è forato per permettere il fissaggio dei raggi mediante i nippli (in inglese, nipple); i fori sono in numero variabile e sono spostati alternativamente rispetto all’asse del cerchione.

### Pista frenante

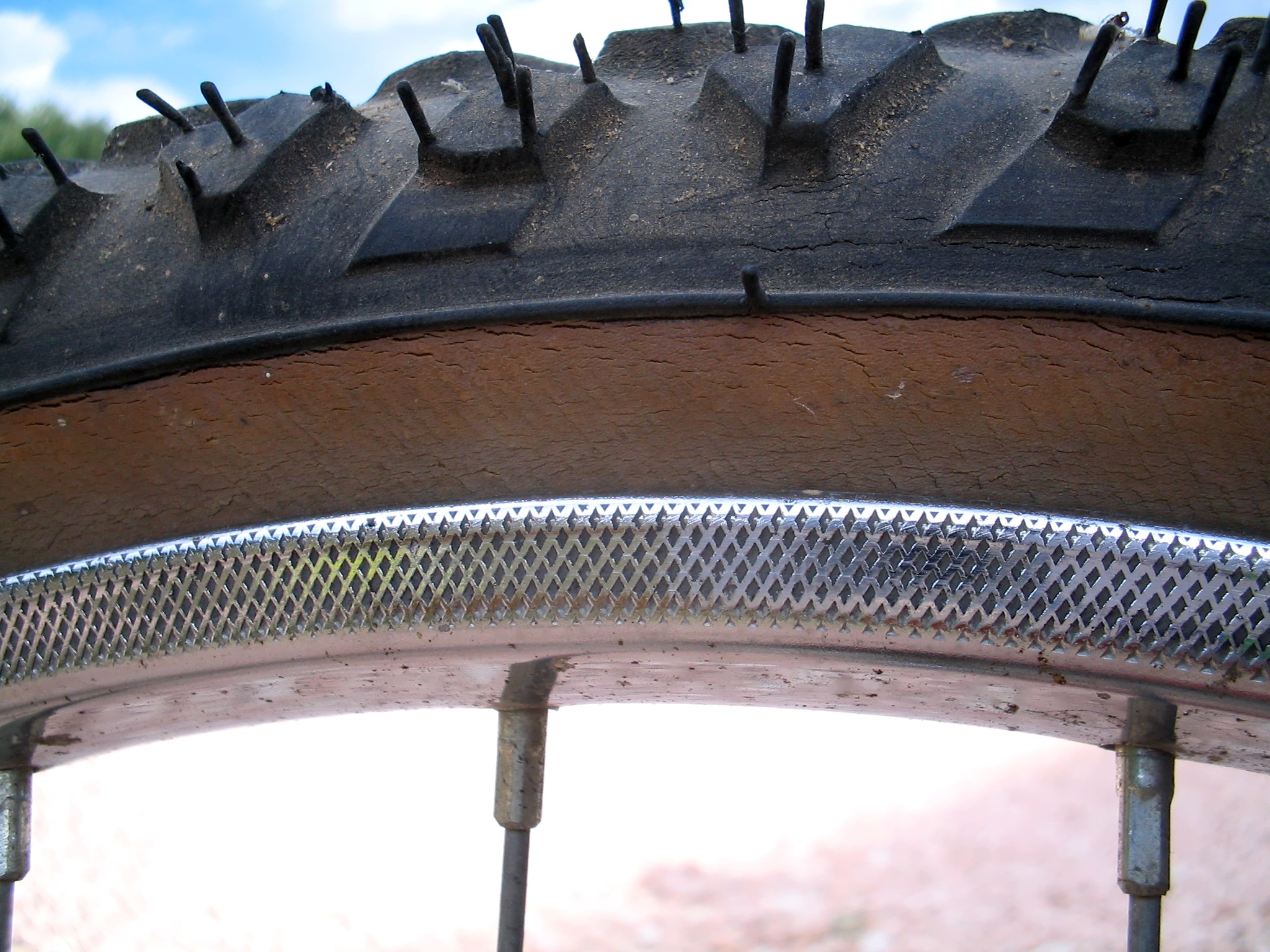
Cerchione con pista frenante laterale e zigrinata

I cerchioni, a seconda del sistema di frenatura, possono avere la pista frenante ai lati o nella parte interna; può essere liscia oppure zigrinata.
Negli ultimi anni sono state fatte delle ricerche sulla pista frenante per migliorarne la potenza di frenata, anche con l’utilizzo di materiali ceramici.

### Il canale del cerchio
La forma del cerchione può essere di due tipi, a seconda che sia predisposto ad accogliere un copertoncino o un tubolare:
- nel primo caso ha un profilo a U, con le pareti laterali alte dagli 1 ai 2 centimetri;
- nel secondo caso il profilo è sempre a U, ma con un raggio più ampio e una differenza d'altezza fra centro e fianco di pochi millimetri, in quanto il tubolare viene incollato con mastice al cerchione.

## Materiali
I materiali in cui sono costruiti i cerchi sono utilizzati anche per molti alti componenti della bicicletta:
- acciaio (per le bici più economiche);
- carbonio (per le bici da corsa di più alto livello);
- alluminio, il materiale più diffuso da molti decenni.

## Misure
Le misure del cerchione sono:

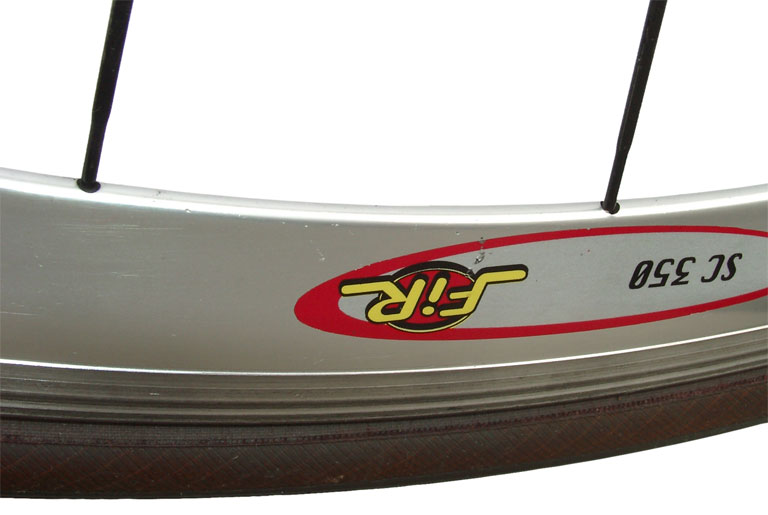
Profilo alto del cerchione

- diametro, misurato secondo diversi standard, che permette di individuare per quali pneumatici e biciclette è predisposto;
- larghezza, che vincola entro un intervallo la larghezza dello pneumatico. I cerchioni da corsa di solito consentono il montaggio di copertoncini dai 18 ai 28 mm di larghezza, mentre quelli per mountain bike tollerano pneumatici adatti a condizioni più estreme con larghezze superiori ai 2 pollici (cioè oltre 5 cm);
- profilo, dopo il record dell'ora di Francesco Moser nel 1986 (v. ruota lenticolare), per favorire l'aerodinamica sono stati fatti studi su un'altra grandezza del cerchione, la sua altezza sul piano verticale. Un profilo alto (oltre 50 mm) è di aiuto nei percorsi pianeggianti perché aiuta a vincere la resistenza aerodinamica, ma non porta vantaggi in salita.